# راجعين يا هوى (مسلسل)
راجعين يا هوى هو مسلسل تلفزيوني مصري عُرض في شهر رمضان عام 1443 هـ (2 أبريل 2022م)، من بطولة خالد النبوي، نور، هنا شيحة، طارق عبد العزيز، أنوشكا ووفاء عامر، المسلسل مأخوذ عن رواية للكاتب أسامة أنور عكاشة وسيناريو وحوار محمد سليمان عبد المالك، ومن إخراج محمد سلامة.
اسم المسلسل مأخوذ من أغنية لفيروز بنفس الاسم.

## قصة المسلسل
تدور أحداث المسلسل حول بليغ أبو الهنا (خالد النبوي) الذي يعود إلى مصر لاستعادة حقه في الميراث بعدما خسر تجارته في أوروبا، لكنه يجد نفسه أمام مهمة أخرى، وهي لم شمل العائلة من جديد، وتجسد نور دور الطبيبة النفسية ماجي التي ترفض الارتباط ولا تثق بالرجال بسبب تجربة عاطفية قديمة مؤلمة، ولكنها تدخل في علاقة حب جديدة مع بليغ.

## طاقم التمثيل
- خالد النبوي: (بليغ أبو الهنا)
- نور: (ماجي)
- هنا شيحة: (فريدة)

عائلة أبو الهنا
- أنوشكا: (شريفة)
- وفاء عامر: (يسرية)

عائلة أمين أبو الهنا
- إسلام إبراهيم: (رؤوف)
- إسلام جمال: (مدحت أبو الهنا)
- نور خالد النبوي: (طارق أبو الهنا)
- ريهام الشناواني: (عزة أبو الهنا)
- نانسي هلال: (نهال)

عائلة فطين أبو الهنا
- سلمى أبو ضيف: (ولاء أبو الهنا)
- شريف حافظ: (عمرو أبو الهنا)
- جلا هشام: (داليا)

بالاشتراك مع
- آية سماحة: (ياسمين)
- هناء الشوربجي: (ميرفت)
- سلوى محمد علي: (صفية)
- عبير منير: (رتيبة)
- مصطفى حشيش: (منتصر)
- تميم عبده: (دكتور عبد العزيز)
- محمد الصاوي: (محيي)
- لؤي عمران: (دكتور حسام)
- هلا السعيد: (ناتالي)
- سالي حماد: (منى)
- عمرو مهدي: (إحسان)
- محمد جبر: (سميح)
- وفاء السيد: (مفيدة)
- مصطفى غريب: (بودي)
- زينة منصور: (اعتدال)
- محمد حمزة: (شكري)
- حمدي هيكل: (طلعت)
- حسام الشاعر: (دكتور وسيم)
- عمرو أمين: (حمزاوي)

ضيوف الشرف
- منذر رياحنة: (أبو عدنان)
- أحمد بدير: (جابر أبو الهنا)
- صبري فواز: (فطين أبو الهنا)
- كمال أبو رية: (أمين أبو الهنا)
- لطفي لبيب: (صابر أبو الهنا)
- إنجي المقدم: (سلوى)

أصدقاء بليغ أبو الهنا
- مصطفى درويش: (نصر بازار)
- صبحي خليل: (حلمي المحامي)
- طارق عبد العزيز: (عبد الله مختار)

## فريق العمل
- إخراج: محمد سلامة
- قصة: أسامة أنور عكاشة
- سيناريو وحوار: محمد سليمان عبد المالك
- إنتاج: أروما (تامر مرتضى)
- مدير التصوير: محمد مختار
- مونتاج: أحمد يسري
- موسيقى تصويرية: خالد حماد

## أغنية المقدمة
حنيت للبيت
- غناء: مدحت صالح
- كلمات: تامر حسين
- ألحان: عزيز الشافعي
- توزيع: نادر حمدي

## التصوير
تم تصوير المسلسل في يناير 2022 في مصر ومناطق أخرى في أوروبا.